# Derek Royle
Derek Royle (* 7. September 1928 in Redditch, Worcestershire, England; † 23. Januar 1990 in London) war ein britischer Schauspieler.

## Leben
Royle wurde an der Royal Academy of Dramatic Art ausgebildet und trat in den 1950er Jahren mit Brian Rix im Whitehall Theatre am Londoner West End auf. Beide arbeiteten später auch in Film und Fernsehen zusammen, unter anderem in der Filmkomödie Don’t Just Lie There, Say Something!, und in zahlreichen Fernsehfilmen.
Royle hatte sein Fernsehdebüt 1959 in der BBC-Fernsehserie The Case of Private Hamp, sein Filmdebüt folgte 1964 im Thriller The Sicilians. 1967 war er als Jolly Jimmy Johnson im Beatles-Fernsehfilm Magical Mystery Tour zu sehen. 1975 bis 1976 spielte er die Titelrolle des Dr. Hogg in der Kinderserie Hoggs’s Back. Noch kurz vor seinem Tod war er als Ernest Leclerc in der Sitcom ’Allo ’Allo! zu sehen.
Er war von 1953 bis zu seinem Tod mit der Maskenbildnerin Jane Royle verheiratet. Aus der Ehe gingen die Schauspielerinnen Carol Royle und Amanda Royle hervor.

## Filmografie (Auswahl)

### Fernsehen
- 1961: The Arson Squad
- 1963: Emergency-Ward 10
- 1967: Magical Mystery Tour
- 1978: Will Shakespeare
- 1979: Fawlty Towers
- 1980: The Jim Davidson Show
- 1983: Number 10
- 1985: Die Benny Hill Show (The Benny Hill Show)
- 1989: ’Allo ’Allo!
- 1989: The Bill

### Film
- 1964: The Sicilians
- 1968: Auch Arbeit kann von Übel sein (Work Is a 4-Letter Word)
- 1973: Tiffany Jones
- 1980: Death Watch – Der gekaufte Tod (La mort en direct)